# OQJAV
OQJAV (ранее «Окуджа́в») — российская инди-поп-группа из Москвы, образованная в 2012 году музыкантами из Перми и Екатеринбурга.
В 2014 году группа получила премию Артемия Троицкого «Степной волк» в номинации «Дебют», осенью 2016 года была представлена в номинации «Российский артист года» премии MTV Europe Music Awards.

## История группы
Группа появилась в 2012 году, когда солистка группы «Обе две» Катя Павлова, осваивавшая в то время бас-гитару, и её друг Вадик Королев, незадолго до этого распустивший собственную группу «Пилар» и продолжавший писать тексты, решили объединиться и создать собственный творческий проект. Позже к ним присоединился Даниил Шайхинуров (он же Daniel Shake), входящий в состав инди-поп-дуэта «La Vtornik».
В марте 2014 вышел дебютный одноимённый альбом группы («Окуджав»). За первый релиз группа была удостоена премии Артемия Троицкого «Степной волк» в номинации «Дебют», получила «Золотую горгулью» за «Лучший независимый проект» и номинировалась на премию Jagermeister indie awards как «группа года».
В 2015 году группа выпустила EP «Киноартистов» и сменила название на OQJAV. Решение изменить название было вызвано недовольством со стороны семьи Булата Окуджавы.
10 марта 2016 года состоялась премьера нового альбома «Марта», выпущенного на лейбле «UP!UP!UP! Music». Новый альбом несколько месяцев продержался в российском топе альтернативной музыки в iTunes. В июле 2016 музыканты сняли первый в России вертикальный клип специально для смартфонов на песню «Китай-город».

В мае 2017 проходят последние концерты трио в Санкт-Петербурге, Москве и Екатеринбурге, после чего Катя Павлова и Даниил Шайхинуров решают сосредоточиться на собственных проектах — «Обе две», Daniel Shake и «Мы». Спустя месяц было анонсировано возрождение группы с новым составом и выход нового EP «Предатель»:
Теперь OQJAV играют основанный на пианино взрослый и задумчивый поп; они, кажется, стряхнули лишний лоск — и только выиграли от этого. Павел Борисов, журнал Meduza
В сентябре 2018 группа выпустила первый лонгплэй, записанный в новом составе — «Листики-цветочки».
18 октября 2019 года группа выпускает EP «Кегельбан». «Новый EP с музыкальными рифмами 1960-х годов, разницей между кегельбаном и боулингом, фитом с великолепной актрисой, барабанщиком, июльским дождем и как если бы вы вдруг проснулись — а все черно-белое, даже собака на коврике, Анна на шее, девочка с персиками» — так прокомментировали эту работу сами музыканты.
6 ноября 2020 году OQJAV презентовали четвёртый студийный альбом «Кромешна». Работа над ним длилась два года, причём во время карантина музыканты работали по отдельности, не встречаясь друг с другом лично.
На «Кинотавре 2020» группа получила Приз им. М. Таривердиева за лучшую музыку к фильму «Человек из Подольска», главную роль в котором исполнил фронтмен коллектива Вадик Королев.

## Состав группы
- Вадик Королев — тексты, музыка, вокал
- Ярослав Тимофеев — музыка, фортепиано
- Дмитрий Шугайкин — музыка, кнопки, бас[11]

## Дискография

### Альбомы
- «Окуджав» (2014)
- «Марта» (2016)
- «Листики-цветочки» (2018)
- «Кромешна» (2020)

### EP
- «Киноартистов» (2015)
- «Предатель» (2017)
- «Кегельбан» (2019)
- «Горбачёв» (2024)

### Синглы
- «Аэробика (Alpha-Beta Remix)» (2016)
- «Аэробика (Oldfilm Remix)» (2016)
- «Аэробика (Pavel Petrovich Remix)» (2016)
- «Аэробика (Scruscru Remix)» (2016)
- «Под ёлочкой» (2016)
- «Блондинка» (2018)
- «Романс» (2018)
- «Маяк (feat. MelnikovA)» (2018)
- «Толстый котик» (2019)
- «Нина (feat. Nina Karlsson)» (2019)
- «4 птицы» (2020)
- «Старость — не радость» (2020) (Гражданская Оборона cover)
- «Честный выбор» (2020)
- «Дурачок» (2022)
- «Казачья» (2022)
- «Лето» (2022)

### Видео
- «Цирк» (2013), съемочная команда CVET;
- «Взрослые» (2014), съемочная команда CVET;
- «Джек» (2015), режиссёр Антон Морозов;
- «Не парень» (2015), Fairlane Acoustic;
- «Мачеха» (2015), режиссёр Антон Морозов;
- «Аэробика» (2016), режиссёр Антон Морозов;
- «Татарка» (2016), режиссёр Юлия Мельникова;
- «Китай-город» (2016), съемочная команда CVET;
- «Пацан» (2016), режиссёр Елена Шейдлина;
- «Каблучки» (2017), режиссёр Антон Рева;
- «Линда» (2017), режиссёр Юлия Мельникова;
- «Романс» (2018), режиссёр Юлия Мельникова;
- «Маяк» (2018), режиссёр Indy Hait;
- «Блондинка» (2018), режиссёры Илья Коморов, Глеб Филатов;
- «Цветочки» (2018), режиссёр Семён Серзин;
- «Парижанка» (2018), режиссёр Elena Golysheva;
- «Солнышко не греет» (2019), режиссёр Артур Гурин;
- «Портвейн» (2019), режиссёр Юля Мельникова;
- «4 птицы» (2021), режиссёр Максим Мануленко;
- «Прости прощай» (2022), режиссёр Семён Серзин.